# Lootvina
Lootvina är en ort i Estland. Den ligger i Vastse-Kuuste kommun och landskapet Põlvamaa, i den sydöstra delen av landet, 190 km sydost om huvudstaden Tallinn. Lootvina ligger 81 meter över havet och antalet invånare är 130.
Terrängen runt Lootvina är platt. Runt Lootvina är det glesbefolkat, med 9 invånare per kvadratkilometer. Närmaste större samhälle är Põlva, 18,8 km söder om Lootvina. I omgivningarna runt Lootvina växer i huvudsak blandskog.